# René Charrier
René Charrier (Innsbruck, 23 novembre 1951) è un ex calciatore francese, di ruolo portiere.